# Американ Експрес
„Американ Експрес“ (на английски: American Express или съкратено AmEx) е американска многонационална финансова и кредитна компания, с централен офис, разположен в третия от небостъргачите на Световния финансов център (Ню Йорк), Манхатън, Ню Йорк.
Основана през 1850 г., тя е сред 30-те компании, съставящи индекса Дау Джоунс. Компанията е най-известна с кредитните си карти, сметкови карти и бизнес с пътнически чекове. С кредитните карти на Американ Експрес се извършва около 24% от общия обем на трансакциите в долари в САЩ, което е най-висок дял за отделна компания, издаваща карти.
БизнесУиик и Интербранд класират Американ Експрес като 22-ра в списъка на най-ценните брандове в света, оценявайки я на 14,97 милиарда долара . Списание Форчън поставя Амекс като една от 20-те най-добре приемани компании в света .
Талисманът на компанията, приет през 1958, е римски гладиатор или центурион , чийто образ се появява на пътническите чекове и сметковите карти на компанията.

## История

### Ранен период
Пъвоначално Америкън Експрес е започнала да оперира като експресен пощенски бизнес в Олбани, Ню Йорк през 1850. По-късно тя е била основана като смесено акционерно дружество след сливането на пощенските експресни фирми на Хенри Уелс (Уелс § Сие), Уилям Фарго (Ливингстон, Фарго и Сие), и Джон Уорън Батърфийлд (Уелс, Батърфийлд и Сие).

## Седалище

### Офиси по света
През април 1986 Америкън Експрес премести главната си квартира в третия 51-етажен небостъргач от Световния Финансов Център в Ню Йорк. След събитията на 11 септември 2001 Америкън Експрес трябваше да напусне временно главната си квартира, тъй като беше разположена срещу атакувания Световен Търговски Център и имаше поражения след сриването на двата небостъргача. Компанията се върна постепенно обратно в същата сграда през 2002 година.
Фирмата има също офиси във Форт Лодърдейл, Флорида; Солт Лейк Сити, Юта; Грийнсбъро, Северна Каролина и Финикс (Аризона). Има технологичен център в Уестън, Флорида. Главният център за обработка на данни се намира във Финикс.